# Philipp Ripper
Johann Philipp Ripper (in amtlichen Dokumenten Johann Philipp Ripper V.) (* 18. April 1850 in Pfaffen-Beerfurth; † 18. August 1907 ebenda) war ein hessischer Landwirt und Politiker (Freie Wirtschaftliche Vereinigung) und Abgeordneter der 2. Kammer der Landstände des Großherzogtums Hessen.
Philipp Ripper war der Sohn des Landwirts Johannes Ripper und dessen Ehefrau Eva Elisabetha, geborene Eckstein. Ripper, der evangelischen Glaubens war, war Landwirt in Pfaffen-Beerfurth und heiratete Elisabetha geborene Daab.
Von 1893 bis 1905 gehörte er der Zweiten Kammer der Landstände an. Er wurde für den Wahlbezirk Starkenburg 5/Fürth gewählt.